# Hanna Barwinok

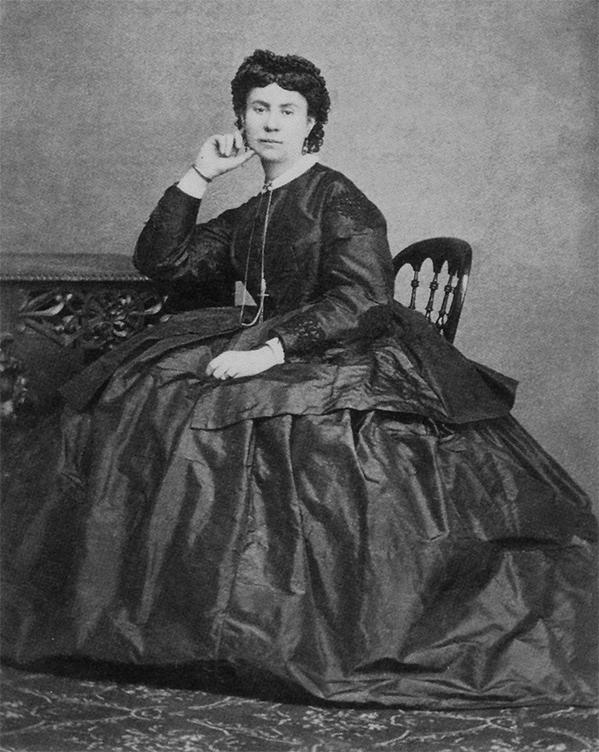
Hanna Barwinok 1866

Hanna Barwinok (ukrainisch Ганна Барвінок russisch Ганна Барвинок Ganna Barwinok; bürgerlicher Name: ukrainisch Олекса́ндра Михай́лівна Білозе́рська-Кулі́ш/ Oleksándra Mychaj́liwna Bilosérska-Kulísch, russisch Александра Михайловна Белозе́рская-Кулиш/ Alexandra Michailowna Belosérskaja-Kulisch; * 23. Apriljul. / 5. Mai 1828greg. in Motronivka, Gouvernement Tschernigow, Russisches Kaiserreich; † 23. Junijul. / 6. Juli 1911greg. ebenda) war eine ukrainische Schriftstellerin und Ehefrau des ukrainischen Schriftstellers, Dichters, Folkloristen und Historikers Pantelejmon Kulisch.

## Leben

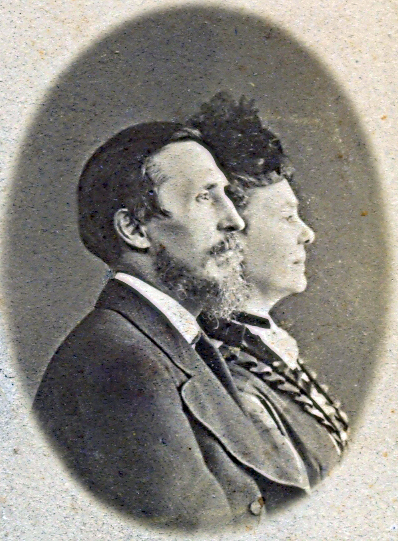
Hanna Barwinok mit ihrem Ehemann Pantelejmon Kulisch 1877

Hanna Barwinok kam als Oleksandra Mychajliwna Biloserska im Gutshof Motronivka, heute Teil des Dorfes Oleniwka (Оленівка), nahe der Stadt Borsna in der ukrainischen Oblast Tschernihiw, zur Welt. Sie war die Tochter des Gutsbesitzers und die jüngere Schwester des Aktivisten, Journalisten und Pädagogen Wassyl Biloserskyj. Zu Hause und im Dorf Kropywne (Кропивне) bei Konotop im Gouvernement Poltawa erhielt sie Privatunterricht.
Am 22. Januar 1847 heiratete sie im Alter von 18 Jahren den Freund ihres Bruders Wassyl Biloserskyj, den 9 Jahre älteren Pantelejmon Kulisch. Ein Trauzeuge der Hochzeit war der Freund der Familie Taras Schewtschenko.
Nachdem ihr Mann während ihrer Hochzeitsreise in Warschau als Mitglied der „Kyrill-und-Method-Bruderschaft“ verhaftet und schließlich ins Exil nach Tula verbannt wurde, folgte sie ihm in die Verbannung. Ab 1854 lebte sie in Sankt Petersburg, und 1883 ließ sie sich in Motronivka nieder. Nach dem Tod ihres Mannes 1897 widmete sie ihr weiteres Leben dem literaturwissenschaftlichen und kreativen Erbe ihres Mannes und der Schaffung seines Museums, wofür sie sogar das  Herrenhaus in Motronivka verkaufte und ihre letzten Lebensjahre in ärmlichen Verhältnissen lebte. Sie starb 1911 im Alter von 83 Jahren in Motronivka und wurde bei ihrem Elternhaus neben ihrem Mann beerdigt.

## Werk
Hanna Barwinok schrieb ab 1858 Geschichten zu Themen aus dem bäuerlichen Leben, wobei sie sich auf das Schicksal der Bäuerinnen konzentrierte. 
Ihre Prosa handelte von familiären und schmerzhaften Beziehungen, oft auch von den, aufgrund von familiärer Not und anderen widrigen Umstände, tragischen Schicksalen der Bäuerinnen.
Einige Geschichten sind durchdrungen von Sentimentalität und der Idealisierung der sozialen dörflichen Beziehungen in der zweiten Hälfte des 19. Jahrhunderts. Sie war eine Meisterin der lyrischen Erzählung, sodass selbst Iwan Franko ihre „tief empfundenen Geschichten“ lobte und Serhij Jefremow sie „ein Dichterin der Trauer und der Not der Frauen“ nannte. Zudem schrieb sie Memoiren über Taras Schewtschenko.
Ihre Geschichten wurden im Almanach Khata in Sankt Petersburg und unter anderem in den Zeitungen Prawda (Lwiw), Osnova (Sankt Petersburg) und Literaturno-naukovyi vistnyk (Lwiw) veröffentlicht. Ihre Werke wurden in den Sammlungen Opovidannia z narodnykh usst (zu deutsch: Geschichten des Volkes, 1902), Opovidannia (zu deutsch: Geschichten, 1919) und Vybrani tvory (zu deutsch: Ausgewählte Werke, 1927) veröffentlicht.
Das handschriftliche Erbe von ihr wird am Taras-Schewtschenko-Institut für Literatur der Nationalen Akademie der Wissenschaften der Ukraine und am Tschernihiwer Literatur- und Gedenkmuseum von Mychajlo Kozjubynskyj aufbewahrt.

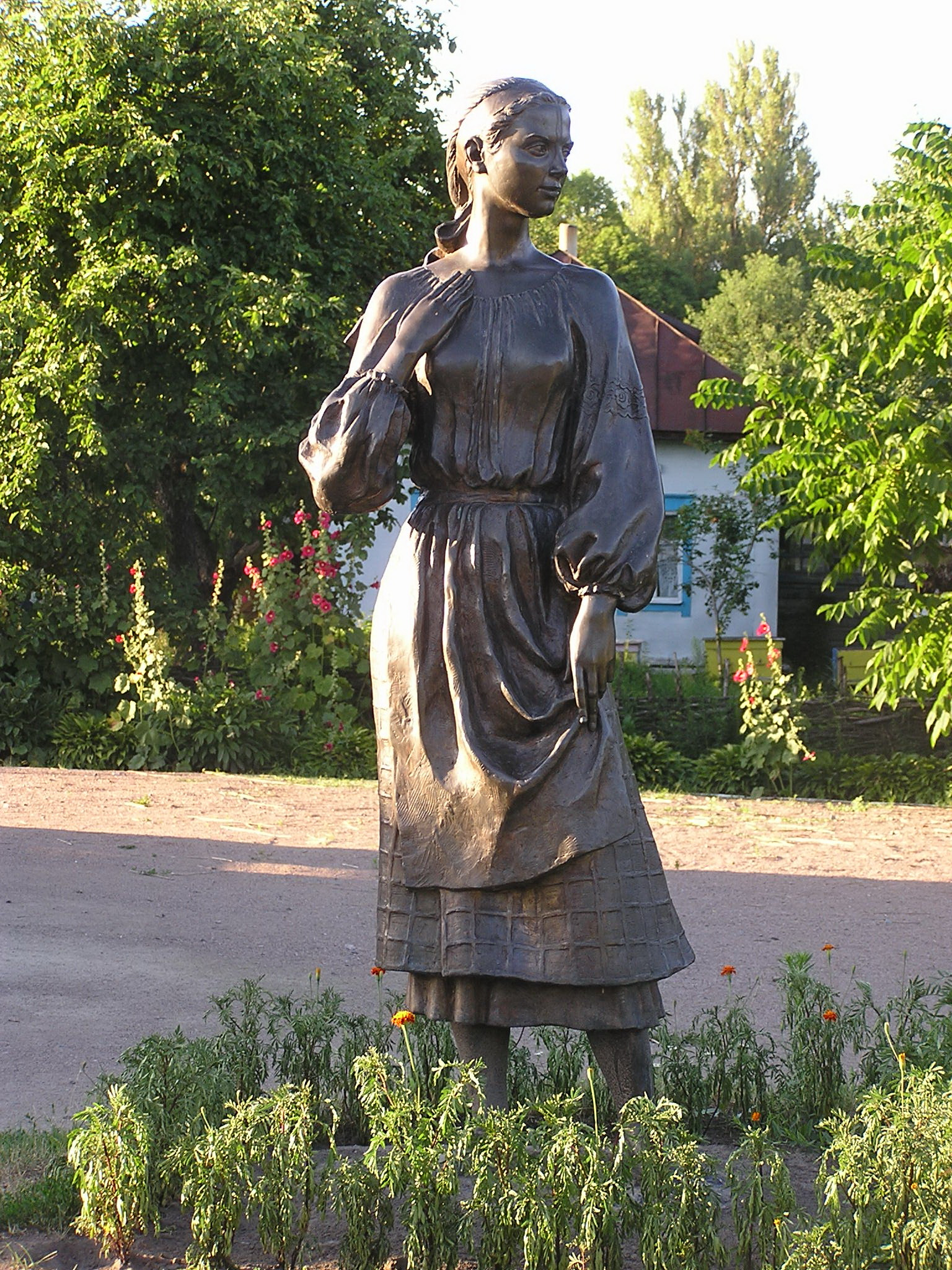
Denkmal für Hanna Barwinok in Borsna

## Ehrungen
- Am 25. Dezember 2014 wurde in Butscha bei Kiew[6] und im November 2015 wurde in Dnipro eine Straße nach ihr benannt.[7]